# Стойкие (политика)

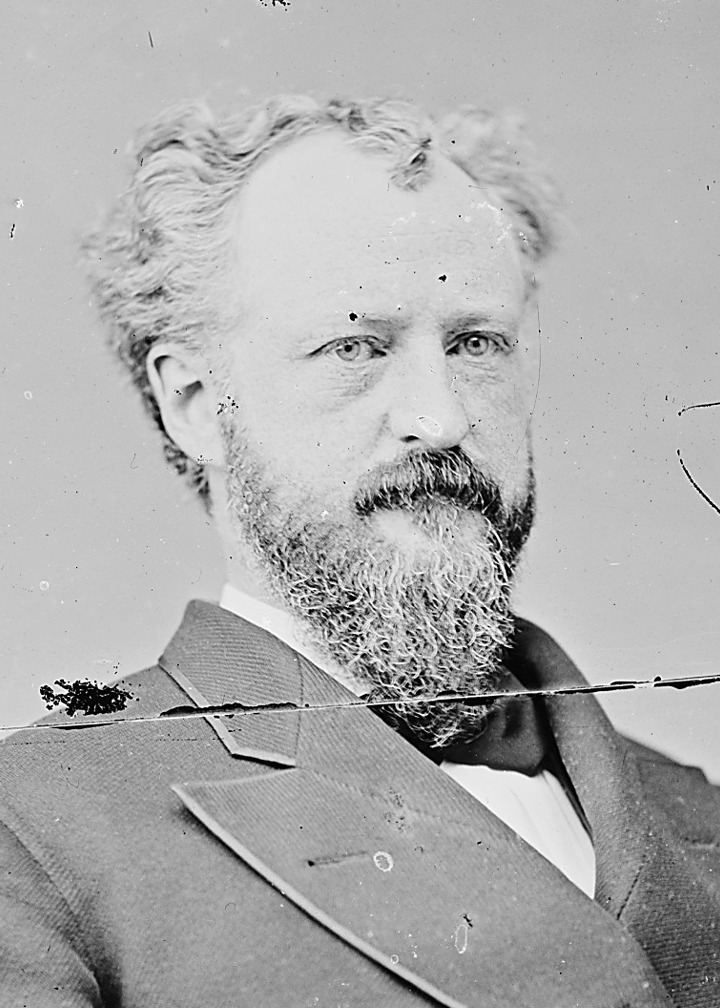
Лидер «Стойких» сенатор США Роскоу Конклинг.

Стойкие (англ. Stalwarts) — фракция Республиканской партии Соединённых Штатов, которая время существовала в периоды Реконструкции и Позолоченного века в 1870-х и 1880-х годах. Лидером фракции был сенатор США Роскоу Конклинг, также известный как «лорд Роскоу», поэтому его сторонники иногда назывались «конклингитами». Среди других известных «стойких» были Бенджамин Уэйд, Чарльз Дж. Фолджер, Джордж К. Горам, Честер А. Артур, Томас К. Платт и Леонидас К. Хоук. В 1880 году фракция пыталась выдвинуть Улисса С. Гранта, восемнадцатого президента Соединенных Штатов (1868–1876), на третий срок, но проиграла своим оппонентам из фракции «Полукровок».
«Стойкие» были традиционной «старой гвардией» республиканцев, которые выступали за гражданские права афроамериканцев и противостояли усилиям президента Резерфорда Б. Хейса по проведению реформы государственной службы. Они конкурировали с «полукровками» (классически либеральных умеренных) за контроль над Республиканской партией. Главной причиной раздора между «Стойкими» и «Полукровками» были покровительство, практика продвижения и найма служащих, когда победившие на выборах политик или партия формируют состав органов управления из своего окружения и своих сторонников. «Стойкие» выступали за традиционную политику покровительства и политические машины, видя в них способ борьбы с демократами. «Полукровки», будучи противниками этой практики, выступали за реформы государственной службы и в конечном итоге смогли принять Закон о гражданской службе, известный как закон Пэндлтона, который фактически «отменил» систему добычи и сделал систему заслуг обычной практикой. Закон Пендлтона был подписан «стойким» Честером Артуром, который стал президентом после убийства «полукровки» Джеймса Гарфилда
Обозначение «Стойкие» для фракции было придумано Джеймсом Г. Блейном, который позже, во время президентства Гарфилда, возглавил конкурирующую фракцию «Полукровок». Во время президентства Резерфорда Б. Хейса Блейн и его политическая организация сформировали неформальную коалицию со «Стойкими», поддерживая покровительство и выступая от имени чернокожих южан. Будучи сенатором от Мэна (1876—1881) Блейн часто присоединялся к «Стойким» в голосовании против кандидатур реформаторов президента Хейса, который получил поддержку демократов и республиканцев-«полукровок». Блейн придумал это название, желая похвалить фракцию Конклинга как преданных сторонников принципов Республиканской партии.

## Предыстория
Во время Гражданской войны в США и после неё радикальные республиканцы в Конгрессе враждовали с консервативными республиканцами, которые в целом выступали против усилий радикальных республиканцев по Реконструкции Юга США в условиях экономически мобильной системы свободного рынка и защите гражданских прав, в том числе, избирательному праву чернокожих, а также с умеренными республиканцами, которые во время Гражданской войны в целом поддерживали гражданское равенство и расширение федеральной власти, но не разделяли взгляды радикалов в отношении избирательных права чернокожих.
Со временем влияние радикальных республиканцев ослабло, поскольку многие сторонники партии разочаровались в них из-за связанной с ними коррупции во время президентства Улисса С. Гранта (1869—1877). Многие оставшиеся радикалы, непоколебимые в своей тактике «размахивания окровавленной рубашкой» и защите гражданских прав чернокожих, сформировали «Стойких приверженцев», среди которых были, помимо прочего, такие влиятельные политики как Роскоу Конклинг, Фредерик Т. Фрелингхейзен, Джон А. Логан, Закария Чендлер, Бенджамин Батлер, Уильям Б. Эллисон, Бенджамин Уэйд и Оливер П. Мортон.

## Идеи
Американский историк Дэвид Сэвилл Маззи так описывал идеологию «стойких»:
Идеи «стойких» были достаточно радикальными. Их программа заключалась в возвращении к радикализму Таддеуса Стивенса и Чарльза Самнера, не давая пощады нераскаявшимся мятежникам или их союзникам среди северных демократов или их новым рекрутам из числа бестолковых, сентиментальных «либералов» в республиканской иерархии. Их инструментом была машина, хорошо смазанная покровительством, выдающая награды постоянным клиентам и наказания непокорным, укомплектованная надёжными манипуляторами, которые знали, с какой стороны их хлеб намазан маслом, и не хотели никакого вмешательства со стороны этого «модного парня Кертиса» или любых других визионерских реформаторов «сопливой службы». Кандидат должен был быть не паинькой вроде «бабули Хейз», а сильным, пылким человеком, который отождествлял патриотизм с республиканством и не терпел никаких глупостей от «предателей» страны или партии. Таким человеком они нашли генерала Гранта — не щедрого Гранта из Аппоматтокса, а «безвкусного Цезаря» Законов о принудительном исполнении.
«Стойкие» прославились в первую очередь своей поддержке президентства Улисса С. Гранта и его переизбрания. Республиканский национальный съезд 1880 года был событием, в котором фракция приняла самое заметное участие. Из присутствовавших «Стойких» большинство были из бывших штатов Конфедерации, а другие — из Нью-Йорка, Иллинойса и Пенсильвании, где жили некоторые видные лидеры республиканцев. Считавшиеся сторонниками политики, проводимой администрацией Гранта, они выступали за твёрдую валюту, высокие тарифы, сохранение памяти о войне и южный республиканизм во главе с вольноотпущенниками и «саквояжниками».
Хотя их обычно называют «консервативными», «стойкие» не были единообразно связаны идеологией, за исключением защиты политики покровительства и гражданских прав афроамериканцев. Некоторые члены фракции, включая Джона А. Логана, порвали со стандартной позицией Республиканской партии по вопросу о защитных тарифах и выступили за более низкие ставки.
По сравнению с другими республиканскими фракциями, «стойкие» были весьма осторожны, предпочитая избегать спорных мер. Эта осторожность стала одной из причин, почему они поддержали выдвижение Гранта, популярного бывшего президента, на Республиканском национальном съезде 1880 года.

## Президентство Хейса
Нью-Йоркский порт в XIX веке был важнейшим транспортным узлом между европейскими странами и Америкой. Сборщик пошлин в порту Нью-Йорка был влиятельной и ценной политической должностью, поскольку мог контролировать центральное место торговли между Соединёнными Штатами и другими странами. Нью-Йорком в течение многих лет управляла мощная патронажная машина Конклинга, сенатора США от штата Нью-Йорк, в то время как его противники боролись за контроль над портом.
Президент Хейс безуспешно пытался вырвать контроль над портом у Конклинга, дважды выбирая на эту должность своих политических приспешников, но оба раза его кандидатуры отклонялись Сенатом с подачи Конклинга, который смог привлечь на свою сторону большинство республиканцев. Одной из кандидатур Хейса на должность сборщика таможенных пошлин Нью-Йорка был Теодор Рузвельт-старший, отец будущего президента Теодора Рузвельта. Кандидатура Рузвельта-старшего была отклонена из-за подавляющего сопротивления республиканцев в Сенате США. К «Стойким» в их борьбе против Рузвельта-старшего присоединился Джеймс Г. Блейн, в то время как «полукровки» Джордж Ф. Хоар и Стэнли Мэтьюз проголосовали за эту кандидатуру.
Позже Конклингу удалось обеспечить должность начальника таможни Нью-Йорка для своего близкого союзника и будущего президента Честера А. Артура.
Пребывание Артура было отмечено коррупцией и предпочтением партийной лояльности квалификации. Известно, что он закрывал глаза на коррупцию в таможне Нью-Йорка, в дополнение к найму тысяч республиканцев на государственные должности только на основе партийной принадлежности.
После расследования деятельности таможни в 1877 году президент Хейс и министр финансов Джон Шерман, «полукровка», уволили Артура в следующем году. Это решение подверглось критике даже со стороны членов фракции Блейна в Конгрессе, которые начали дистанцироваться от Хейса. Впоследствии администрация Хейса вышла победительницей в нескольких внутрипартийных сражениях, успешно продвинув Эдвина А. Мерритта и Сайласа Берта на важные должности в Нью-Йоркском порту. Хотя республиканская оппозиция Хейсу со временем значительно ослабла, фракция «Стойких» и Блейна оставалась на тот момент неформально единой в стойкой антипатии к реформам, проводимым президентом.

## Национальный съезд Республиканской партии 1880 года

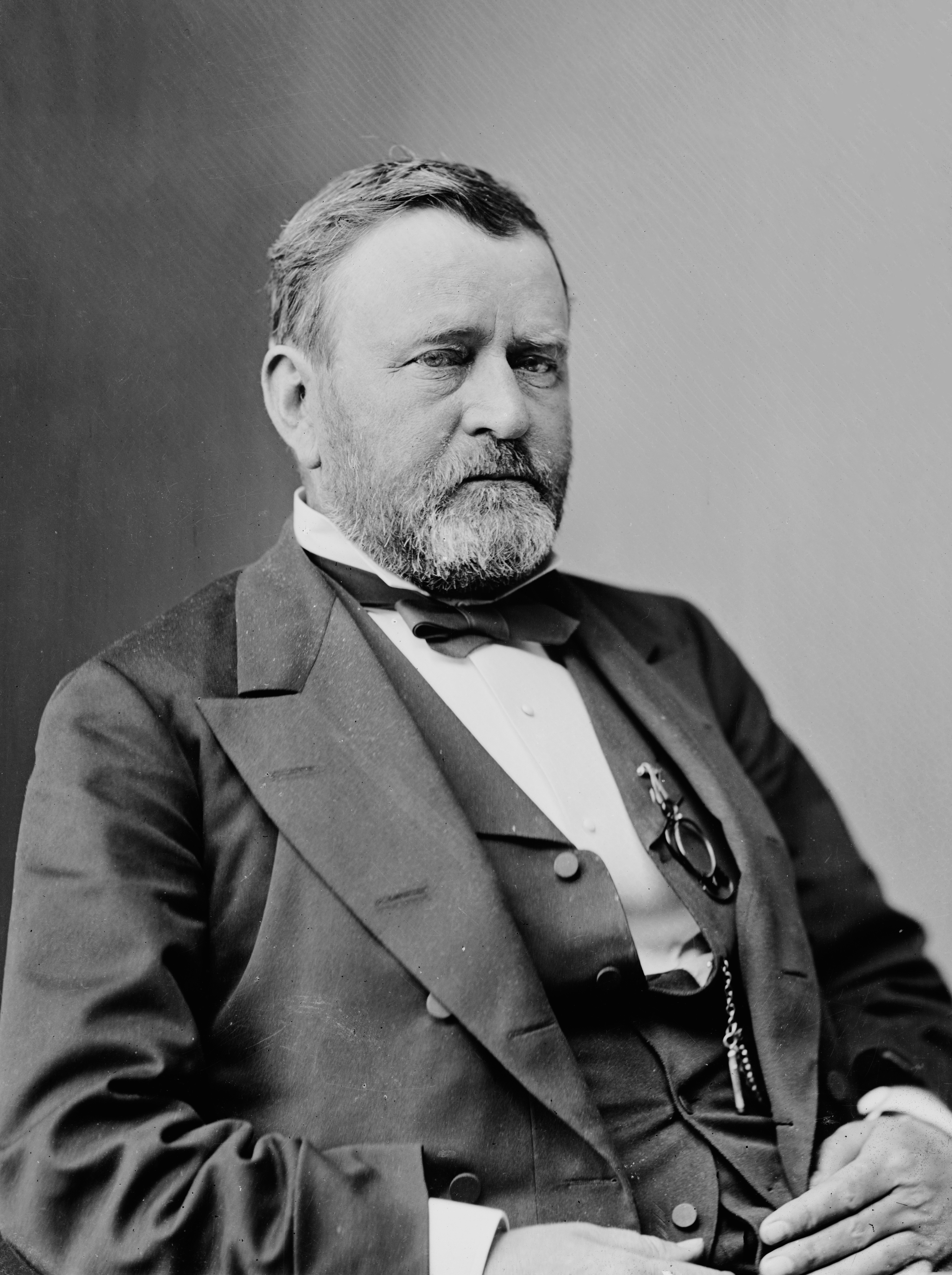
Улисс С. Грант, которого «стойкие» поддержали в 1880 году.

В преддверии президентских выборов 1880 года внутри Республиканской партии на фоне роста популярности Демократической партии началась острая межфракционная борьба за власть, в первую очередь между крыльями Конклинга и Блейна. В результате на республиканском национальном съезде 1880 года «стойкие» во главе с Конклингом, Логаном и Саймоном Кэмероном выступили за выдвижение на третий президентский срок бывшего президента Улисса С. Гранта фракция Блейна добивалась президентского срока для своего лидера, Джеймса Г. Блейна, в то время как «полукровки» разделились, поддержав выдвижение министра финансов Джона Шермана и сенатора от Вермонта Джорджа Ф. Эдмундса. Хотя Грант ранее в качестве президента выступал за некоторые реформы государственной службы, позже он разочаровался в усилиях Хейса по демонтажу патронажных машин «стойких». Конклинг, который был близким союзником Гранта во время его президентства, вновь стал его правой рукой.
Главные союзники Блейна, представители от Мэна Уильям П. Фрай и Юджин Хейл, оказались неспособны выдержать дебаты с Конклингом, который «унизил» Фрая «полунасмешкой и полуоскорблением». Между «полукровками», фракцией Блейна и «стойкими» возникла тупиковая ситуация, в общей сложности, делегаты республиканского национального съезда голосовали 35 раз. Каждый раз победителем становился Улисс С. Грант (от 303 до 313 голосов), второе место неизменно занимал Блейн (от 257 до 285 голосов), на третьем месте был Шермана (от 88 до 120 голосов), другой кандидат «полукровок», Эдмундс, ни разу не поднялся выше 5-го места, остальные претенденты, среди которых были бывший госсекретарь и министр финансов Элиху Б. Уошберн, сенатор от Миннесоты Уильям Уиндом, экс-губернатор Техаса Эдмунд Дэвис, генерал и будущий президент Бенджамин Гаррисон, представитель от Огайо Джеймс А. Гарфилд, получали не больше 50 голосов. Поэтому фракция Блейна и сторонники Шермана, пришли к компромиссу, решив поддержать Гарфилда. По результатам 36-го голосования за Гарфилда, до этого получавшего 1—2 голоса, и лишь в последних двух турах набравшего 17 и 50 голосов соответственно, проголосовали 399 делегатов из 755, принеся ему победу.
Надеясь удовлетворить «стойких» и тем самым обеспечить их поддержку на выборах, Блейн и Шерман решили выдвинуть на пост вице-президента Честера Артура. Сам Гарфилд первоначально хотел баллотироваться в паре с умеренным республиканцем Джоном Шерманом, которого «Стойкие» ненавидели как ярого «полукровку» и сторонника реформы государственной службы. Для избрания Артура кандидатом в вице-президенты хватило одного тура, в котором за него отдали свои голоса 468 делегатов. Так, в надежде на партийное единства, чтобы обе фракции были хоть как-то довольны, союзник Конклинга Артур стал напарником Гарфилда, к ужасу «полукровок», которые уничижительно окрестили его «тварью» Конклинга. В ноябре того же года эта пара выиграла президентские выборы, опередив демократа Уинфилда С. Хэнкока меньше чем на 2000 голосов, но даже такого мизерного перевеса хватило для победы в коллегии выборщиков (214 против 155).

## Упадок
Победа республиканцев в ноябре 1880 года не смогла примирить «стойких» и «полукровок». Президент Гарфилд и сенатор Конклинг сразу же стали яростно и публично бороться за власть в родном штате Конклинга Нью-Йорке. Гарфилд, с помощью и советами Блейна, выиграл битву, сумев, несмотря на противодействие «стойких», добиться от Сената утверждения начальником порта Нью-Йорка Уильяма Робертсона, политического противника Конклинга. После этого Конклинг и его союзник, сенатор от Нью-Йорка Томас Платт, в знак протеста оставили свои места в Сенате, будучи уверенными в поддержке законодательного органа штата (сенаторы в то время избирались подобными органами). Однако 2 июля 1881 года Гарфилд был тяжело ранен самопровозглашённым «стойким из стойких» Шарлем Гито, недовольным тем что его якобы жизненно важную помощь в избрании президента не оценили. После смерти Гарфилда 19 сентября 1881 года Артур стал 21-м президентом Соединённых Штатов. Шок от убийства подорвал как власть Конклинга, так и власть «стойких», а бывший протеже Конклинга Артур провёл реформу гражданской службы, отчасти потому, что он чувствовал, что должен продолжить и завершить работу Гарфилда. Результаты реформы Артура сохранялись довольно долго; его называют «отцом гражданской службы США». Несмотря на изначальную непопулярность, Артур справился с президентскими полномочиями более чем успешно, и к концу срока завоевал всеобщую признательность, даже со стороны такого скептика, как Марк Твен, всегда смеявшегося над политиками.
Закон Пендлтона о реформе государственной службы был принят в декабре 1882 года Сенатом без какой-либо оппозиции, оставшиеся сенаторы-«стойкие», включая Джона А. Логана, Уильяма Б. Эллисона, Дж. Дональда Кэмерона, проголосовали за его принятие. В январе 1883 года в Палате представителей только семь республиканцев проголосовали против принятия закона Пендлтона.
Перед президентскими выборами 1884 года Конклинг и Платт, потерявшие власть, но всё ещё сохранявшие некоторое влияние, выступили против повторного выдвижения Республиканской партией своего бывшего союзника Артура. Номинация досталась Джеймсу Г. Блейну, которого Конклинг продолжал ненавидеть и отказался оказывать ему какую-либо поддержку, несмотря на то, что кандидатом в вице-президенты был избран «стойкий» Джон А. Логаном. Когда Конклинга попросили провести агитацию за Блейна, он заметил: «Я не занимаюсь преступной практикой».
В некоторых штатах, таких как Висконсин, термин «стойкий» продолжал использоваться в отношении консервативных республиканцев в этих штатов в отличие от их прогрессивных однопартийцев вплоть до 1930-х годов.

## Известные члены
- Роскоу Конклинг
- Честер А. Артур
- Бенджамин Уэйд[32]
- Томас К. Платт[англ.]
- Чарльз Дж. Фолджер[33]
- Джордж К. Горам[англ.][34]
- Закария Чандлер
- Оливер П. Мортон
- Бенджамин Батлер
- Леви П. Мортон[24]
- Джон А. Логан
- Саймон Кэмерон[22]
- Дж. Уоррен Кейфер[англ.][35]
- Джеймс Д. Кэмерон
- Уильям О’Коннелл Брэдли[англ.][36]
- Уильям Б. Эллисон[англ.]
- Фредерик Т. Фрелингуйсен[5][33][37]
- Леонидас К. Хоук[англ.][38]